# Marburg
Marburg (innan 1974 officiellt Marburg an der Lahn) är en stad i det tyska förbundslandet Hessen med omkring 78 000 invånare. Den är belägen vid floden Lahn och är känd för Elisabeth-kyrkan och sitt Philipps-Universität Marburg, som är det äldsta protestantiska universitet som fortfarande existerar.

## Utbildning och forskning
Staden är präglad av universitetet och dess 17 500 studenter samt 7 500 anställda. Dessutom finns det ett Max-Planck-Institut och flera farmaceutiska företag.

## Historia
- 1138/1139 nämndes Marburg för första gången som Marcburg och tillhörde då lantgrevskapet Thüringen.
- 1222 fick Marburg sina stadsrättigheter och sex år senare grundades Franciskaner-klostret av Elisabeth. Hon dog 1231 och kanoniserades tre år senare. På grund av detta började Tyska orden att bygga Elisabeth-kyrkan som blev en av världens största och mest berömda kyrkor i gotisk stil.
- 1248 tillfördes staden lantgrevskapet Hessen av Sophie av Brabant.
- Lantgreve Philipp den Ädelmodige grundade 1527 det första protestantiska universitetet.
- 1529 höll Martin Luther och Huldrych Zwingli det kända religionssamtalet i Marburg.
- 1604 tillföll staden Hessen-Kassel när Hessen-Marburg upphörde att existera och landet delades. Marburg förlorade därigenom även sin status som residensstad.
- Under trettioåriga kriget belägrades och plundrades staden 1647.
- 1807-1813 blev Marburg till följd av Napoleon I:s inflytande i Rhenförbundet del av kungariket Westfalen.
- 1866 blev Marburg preussiskt.
- 1901 erhöll Emil von Behring det första nobelpriset i fysiologi eller medicin och grundlade tre år senare Behring-Werke i Marburg.
- 1967 inträffade ett utbrott av virussjukdomen Marburgfeber.

## Kända personer
1. Elisabeth av Thüringen
2. Emil von Behring
3. Hans-Georg Gadamer
4. Rudolf Bultmann
5. Gustav Heinemann
6. Rudolf Hermann Arndt Kohlrausch
7. Rose Nabinger